# Physeterostemon
Physeterostemon är ett släkte av tvåhjärtbladiga växter. Physeterostemon ingår i familjen Melastomataceae.
Kladogram enligt Catalogue of Life:
| Physeterostemon | \| \| Physeterostemon fiaschii \| \| \| \| \| \| Physeterostemon jardimii \| \| \| \| \| \| Physeterostemon thomasii \| \| \| \| |
|                 | \| \| Physeterostemon fiaschii \| \| \| \| \| \| Physeterostemon jardimii \| \| \| \| \| \| Physeterostemon thomasii \| \| \| \| |
|                 | Physeterostemon fiaschii |
|                 | |
|                 | Physeterostemon jardimii |
|                 | |
|                 | Physeterostemon thomasii |
|                 | |